# Paul Albers (Eishockeyspieler)
Paul Albers (* 15. Oktober 1985 in Melville, Saskatchewan) ist ein ehemaliger kanadischer Eishockeyspieler.

## Karriere
Paul Albers begann seine Karriere als Eishockeyspieler in der kanadischen Top-Juniorenliga Western Hockey League, in der er von 2001 bis 2006 für die Calgary Hitmen, Regina Pats und Vancouver Giants aktiv war, wobei er mit den Vancouver Giants in der Saison 2005/06 den Ed Chynoweth Cup gewann. Anschließend erhielt der Verteidiger einen Vertrag bei den Texas Wildcatters, dem Farmteam der Houston Aeros aus der American Hockey League, für die er in der Saison 2006/07 in der ECHL auf dem Eis stand. Für die Houston Aeros lief der Linksschütze von 2006 bis 2009 in der AHL auf, ehe er für die Saison 2009/10 von den Nürnberg Ice Tigers aus der DEL verpflichtet wurde. 2010 wechselte er zu den Krefeld Pinguinen. Ein Jahr später wurde der Verteidiger von den Tohoku Free Blades aus der Asia League Ice Hockey unter Vertrag genommen. 
Zwischen 2012 und 2015 spielte Albers in Italien der SG Cortina, ehe er seine Profikarriere beendete. Seither spielt er auf Amateurebene für Clubs wie die Bethune Bulldogs und Balcarres Broncs . Zwischen 2019 und 2021 arbeitete er an der University of Regina als Eishockey-Trainer.

## Erfolge und Auszeichnungen
- 2006 President’s-Cup-Gewinn mit den Vancouver Giants
- 2006 WHL Plus-Minus Award
- 2006 WHL West First All-Star-Team
- 2006 Memorial Cup All-Star-Team
- 2007 Teilnahme am ECHL All-Star Game
- 2007 ECHL All-Rookie Team